# Mandelieu-la-Napoule
Mandelieu-La Napoule là một xã ở tỉnh Alpes-Maritimes, vùng Provence-Alpes-Côte d'Azur ở đông nam nước Pháp.